# Vregny
Vregny település Franciaországban, Aisne megyében. Lakosainak száma 90 fő (2022. január 1.). Vregny Bucy-le-Long, Chivres-Val, Crouy, Margival és Nanteuil-la-Fosse községekkel határos.

## Népesség
A település népessége az elmúlt években az alábbi módon változott:
| Lakosok száma | 125  | 105  | 101  | 95   | 90   | 90   | 93   | 94   | 92   | 90   |
|               | 1968 | 1982 | 1990 | 2006 | 2013 | 2015 | 2017 | 2019 | 2020 | 2022 |